# 前田啓介
前田 啓介（まえだ けいすけ、1979年〈昭和54年〉9月11日 - ）は、日本のバンド・レミオロメンのメンバーでベース・コーラス担当。一部楽曲の作曲も担当。現在はオリーブ農家。山梨県東八代郡御坂町（現笛吹市）出身。既婚。身長168cm。兄はプロ和太鼓奏者の前田タクヤ。

## 略歴・人物
自らの性格を「協調性が無い」と評している。
小学校の中学年くらいに美容師の伯父から大量にレコードやレーザーディスクを譲り受けたことをきっかけに音楽を興味を持ち始め、小学校4年生の時には既に「プロになりたい」と思うようになる。
中学時代は剣道とサッカーをやっていた。その一方で兄にギターを教わり、後に「ベース」という楽器を認知する。初めて触れたのは兄がやっていたバンドのベーシストから借りたとき。
その頃、後にレミオロメンを組む藤巻亮太と神宮司治と出会う。
高校に入学し、ブラスバンド部に入部して打楽器を担当。ここで藤巻や神宮司との仲が深まる。その後、もう一人のメンバーを加えてベンチャーズのコピーバンドを組むが中退してしまう。
高校中退後に上京し、音楽の専門学校に入学。その学校の先生がロンドン出身だったことから1年ほど留学。専門学校で出会った同級生から浜崎貴司のソロ活動時のベースオーディションの知らせを聞き、オーディションを受けて合格。スタジオミュージシャンの活動をスタートさせる。
20歳の頃に藤巻から声をかけられ、それまでのキャリアを捨てて「レミオロメン」の活動を始める。その後、レミオロメンでの活動を行いつつも他アーティストの楽曲参加や楽曲提供を行っている。
レミオロメンの活動休止後は農業を営んでおり、「笛吹オリーブオイル前田屋」の代表取締役を務めている。なお、レミオロメンにはバンドとしては絶対に復帰しないと明言している。
2017年9月20日に発売された藤巻の3枚目のソロアルバム『北極星』にベーシストとして参加。藤巻曰くベースを持つのは5年ぶりとのことだが『5年ぐらいベースを持ってなかった男とは思えないぐらい上手い』とインタビュー内にて語っている。

## エピソード
- 2006年（平成18年）頃は髪を銀色に染めたことがあるが、それ以外は基本的に黒髪。メガネをかけることが多い。
- 蕎麦が大好きで､ライブで地方を訪れる際は必ずといっていいほど昼食に蕎麦を食べる。
- 愛称は『兄貴』。
- ライブでは下ネタを交えたMCをすることがある。

## 使用楽器
- 主にスペクター・NS-2やフェンダー・ジャズベースを使用（ヘッドには「フェンダー」とカタカナで記してある）。後者はデビュー当時から使用しているものと、2009年（平成21年）の「Starting Over」ツアーから使用しているもの、'50年代製のものの3本を使用。
- 『Sakura』のPVではキーボードにてベースを担当している。

## プレイスタイル
基本的には指弾きであるが、「五月雨」等の楽曲ではピック弾きを、また時にスラップ弾きをして幅広いベースプレーができる。

## 楽曲参加・楽曲提供
- フライングキッズ…バック演奏
- 「友情のエール」
- 「糸ノ意図」（スキマスイッチ3rd Album『夕風ブレンド』収録）
- My Little Lover
- 大知正紘
- 甲斐名都
- SMAP「真冬のラブレター」
- Salyu
- lego big morl 3rdアルバム「Re:Union」
- Unico「Girlfriend」
- Unico「Better World」
- ammoflight「sewing a moment」